# باشگاه فوتبال آ.اس. کروفینا
باشگاه فوتبال آ.اس. کروفینا (به انگلیسی: AS Korofina) یک باشگاه فوتبال واقع در مالی است. این تیم در شهر باماکو، مستقر است. زمین خانگی آنها ورزشگاه مودیبو کیتا است. آنها همچنین با نام اختصاری آ.اس.کی.او شناخته می‌شوند.

## تاریخچه
آ‌.اس.او.کی برای اولین بار در آغاز فصل ۲۰۰۶ به لیگ برتر مالی صعود کرد و آن فصل را در جایگاه پنجم به پایان رساند. آنها در سال ۲۰۰۷ به رهبری دروازه‌بان بین‌المللی مالی، ابراهیم بوسو مونکورو، در جایگاه هشتم قرار گرفتند.
در آغاز فصل ۰۸–۲۰۰۸، ماکان کیتا، رئیس باشگاه، اعلام کرد که تیم رنگ‌های سنتی خود را تغییر خواهد داد و به جای راه‌راه‌های سنتی آبی آسمانی و سفید، کیت تمام نارنجی را انتخاب خواهد کرد.